# Farah Abdullahi Abdi
Farah Abdullahi Abdi (Beledweyne, 21 de julio de 1995) es una activista por los derechos humanos. Es una refugiada de Somalia y responsable de políticas de asilo y migración en la organización Transgender Europe.

## Primeros años y refugio en Malta
Farah huyó de la guerra en Somalia con sus padres y su hermano cuando tenía tres años. Su familia primero se quedó en un campo de refugiados pero luego se mudó a la capital, Mogadiscio. Luego creció en Nairobi, Kenia. Su padre era un musulmán practicante. La familia rezaba y leía el Corán con regularidad. Farah describe a sus padres como conservadores y trabajadores. Describe que su madre y su abuela, que vivían con la familia en Nairobi, fomentaron en ella un fuerte sentido de autoestima desde una edad temprana. Sus padres les dieron a ella y a su hermano una buena educación. Farah creció trilingüe hablando inglés y suajili, además de hablar somalí con su familia en casa. Tuvo que ocultar a su familia su interés por la música, la cultura estadounidense, la moda y la actuación y, más tarde, también su sexualidad e identidad de género. Al no ser aceptada por ser gay y transgénero, huyó nuevamente a los 16 años a través de Uganda, Sudán del Sur, Sudán y Libia hasta Malta. Durante su viaje fue encarcelada cinco veces, torturada y abusada y obligada a trabajar gratis en la construcción en Libia. El coste de huir de Kenia a Malta fue de 12.000 dólares estadounidenses en total para su familia.
Abdi llegó a Malta en 2012, cruzó el Mediterráneo en bote. Cuando tenía 16 años, fue detenida brevemente después de llegar a Malta a pesar de ser menor de edad. Después de un tiempo, contó a un terapeuta que la perseguían por su identidad sexual y de género en su país de origen y fue liberada.
Después de su llegada, Abdi trabajó como intérprete para algunas ONG locales y también en un restaurante en Senglea.

## Activismo
Abdi comenzó a trabajar como columnista del periódico maltés Malta Today. Escribió sobre el maltrato y la difícil situación de los inmigrantes en Malta y se hizo conocida especialmente entre la población migrante de la nación insular. Farah proclamó que estaban allí "para trabajar y contribuir a la sociedad". Fue criticada por su franqueza por parte de personas que estaban en contra de la inmigración.
En 2014, Farah habló ante el Parlamento Europeo con el apoyo de la organización Terre des Hommes durante el evento My destination is unknown (Mi destino es desconocido) y abogó por la protección de los menores y niños refugiados. La comisaria europea Cecilia Malmström afirmó que debería ser legalmente posible que los niños y menores refugiados emigraran a la Unión Europea.
Publicó una autobiografía, Never Arrive, en 2015.
En 2023, Abdi habló en la Conferencia de Derechos Humanos LGBTIQ+, parte de EuroPride.

## Mudanza a Berlín
Posteriormente, Farah Abdi se mudó a Berlín desde Malta debido a la discriminación racial que había enfrentado en el país insular.
En Berlín, Abdi trabaja como responsable de asilo y comunicaciones en la organización Transgender Europe. Es parte de la Fundación Alfred Landecker para la democracia, miembro de la Fundación Torschreiber para escritores en el exilio y también recibió una "beca Digital Europe" por promover la democracia en línea.

## Vida personal
Abdi es una mujer musulmana y transgénero.

## Premios
- Premio Internacional de la Paz de Bremen otorgado por la ONG alemana Stiftung "die Schwelle"[5]
- Premio Reina de Inglaterra para jóvenes líderes
- Forbes 30 menores de 30 en Europa 2017[12]

## Publicaciones
- Abdi, Farah Abdullahi (2015). Never Arrive. ISBN 9789995709006.